# Rosoy (Oise)
Rosoy és un municipi francès, situat al departament de l'Oise i a la regió dels Alts de França. L'any 2007 tenia 615 habitants.

## Demografia

### Població
El 2007 la població de fet de Rosoy era de 615 persones. Hi havia 210 famílies de les quals 24 eren unipersonals (20 homes vivint sols i 4 dones vivint soles), 71 parelles sense fills, 107 parelles amb fills i 8 famílies monoparentals amb fills.
La població ha evolucionat segons el següent gràfic:
Habitants censats

### Habitatges
El 2007 hi havia 232 habitatges, 212 eren l'habitatge principal de la família, 16 eren segones residències i 4 estaven desocupats. Tots els 229 habitatges eren cases. Dels 212 habitatges principals, 196 estaven ocupats pels seus propietaris, 8 estaven llogats i ocupats pels llogaters i 8 estaven cedits a títol gratuït; 1 tenia una cambra, 6 en tenien dues, 23 en tenien tres, 50 en tenien quatre i 133 en tenien cinc o més. 168 habitatges disposaven pel capbaix d'una plaça de pàrquing. A 53 habitatges hi havia un automòbil i a 152 n'hi havia dos o més.

### Piràmide de població
La piràmide de població per edats i sexe el 2009 era:
| Homes | Edats   | Dones |
| ----- | ------- | ----- |
| 0     | 95 o +  | 0     |
| 0     | 90 a 94 | 0     |
| 0     | 85 a 89 | 0     |
| 0     | 80 a 84 | 0     |
| 0     | 75 a 79 | 0     |
| 0     | 70 a 74 | 0     |
| 12    | 65 a 69 | 8     |
| 8     | 60 a 64 | 12    |
| 12    | 55 a 59 | 20    |
| 24    | 50 a 54 | 24    |
| 32    | 45 a 49 | 20    |
| 20    | 40 a 44 | 24    |
| 36    | 35 a 39 | 20    |
| 36    | 30 a 34 | 32    |
| 12    | 25 a 29 | 16    |
| 16    | 20 a 24 | 4     |
| 12    | 15 a 19 | 20    |
| 40    | 10 a 14 | 8     |
| 28    | 5 a 9   | 32    |
| 20    | 0 a 4   | 28    |

## Economia
El 2007 la població en edat de treballar era de 425 persones, 343 eren actives i 82 eren inactives. De les 343 persones actives 317 estaven ocupades (165 homes i 152 dones) i 27 estaven aturades (13 homes i 14 dones). De les 82 persones inactives 29 estaven jubilades, 36 estaven estudiant i 17 estaven classificades com a «altres inactius».

### Ingressos
El 2009 a Rosoy hi havia 222 unitats fiscals que integraven 630 persones, la mediana anual d'ingressos fiscals per persona era de 24.611 €.

### Activitats econòmiques
Dels 14 establiments que hi havia el 2007, 1 era d'una empresa de fabricació d'altres productes industrials, 6 d'empreses de construcció, 4 d'empreses de comerç i reparació d'automòbils, 1 d'una empresa de serveis, 1 d'una entitat de l'administració pública i 1 d'una empresa classificada com a «altres activitats de serveis».
Dels 6 establiments de servei als particulars que hi havia el 2009, 1 era un paleta, 1 guixaire pintor, 2 lampisteries i 2 electricistes.
L'únic establiment comercial que hi havia el 2009 era una carnisseria.

## Equipaments sanitaris i escolars
El 2009 hi havia una escola elemental integrada dins d'un grup escolar amb les comunes properes formant una escola dispersa.

## Poblacions més properes
El següent diagrama mostra les poblacions més properes.